# Tiếng Đan Mạch
Tiếng Đan Mạch (dansk phát âm [d̥anˀsɡ̊] ⓘ; dansk sprog, [ˈd̥anˀsɡ̊ ˈsb̥ʁɔʊ̯ˀ]) là một ngôn ngữ German Bắc nói bởi khoảng 5,5 đến 6 triệu người, chủ yếu tại Đan Mạch và vùng Nam Schleswig ở miền bắc Đức, nơi nó được công nhận như một ngôn ngữ thiểu số. Cũng có những cộng đồng nói tiếng Đan Mạch tại Na Uy, Thụy Điển, Tây Ban Nha, Hoa Kỳ, Canada, Brasil và Argentina.
Như những ngôn ngữ German Bắc khác, tiếng Đan Mạch là hậu duệ của tiếng Bắc Âu cổ, ngôn ngữ chung của các dân tộc German tại Scandinavia trong thời đại Viking. Tiếng Đan Mạch, cùng với tiếng Thụy Điển, phát triển từ nhóm phương ngữ Đông Bắc Âu cổ, trong khi tiếng Na Uy trung đại, trước khi chịu ảnh hưởng tiếng Đan Mạch, phát triển từ nhóm phương ngữ Tây Bắc Âu cổ, giống như tiếng Faroe và tiếng Iceland. Phân loại hiện nay xem tiếng Đan Mạch, Na Uy và Thụy Điển là ngôn ngữ Scandinavia lục địa trong khi tiếng Iceland và Faroe là ngôn ngữ Scandinavia hải đảo.
Cho tới thế kỷ 16, tiếng Đan Mạch là một dãy phương ngữ kéo dài Schleswig đến Scania, không có dạng chuẩn và phép chính tả chính thức. Với sự Cải cách Tin Lành và sự phát triển của in ấn, một ngôn ngữ chuẩn được đặt ra, dựa trên giọng trí thức Copenhagen.